# Abdoulaye Fofana
Pour les articles homonymes, voir Fofana.
Abdoulaye Fofana 15 juillet 1917 et décédé le 24 août 1999 est un homme politique sénégalais qui est député et plusieurs fois ministre, notamment ministre de l'Intérieur sous la présidence de Léopold Sédar Senghor, puis ambassadeur. Il était président de la fédération sénégalaise de football de 1980 à 1986.

## Biographie
Abdoulaye Fofana est né le 15 juillet 1917 à Rufisque. Il sort major de l'École normale William-Ponty en 1938.
Il exerce comme instituteur à Kaolack de 1940 à 1942 et obtient son diplôme d'aptitude pédagogique en 1943. De 1943 à 1944 il dirige l'école de Bambey, puis occupe plusieurs postes dans la région du Fleuve, en Casamance et à Dakar entre 1944 et 1954.
Homme de gauche, membre de la SFIO, il anime un mouvement politique, les Socialistes unitaires, qui fusionnera avec le Bloc démocratique sénégalais (BDS) et d'autres courants pour former le Bloc populaire sénégalais (BPS).
En 1957 il est élu député.
Déjà membre du gouvernement sous la Fédération du Mali, il devient, au moment de l'indépendance en août 1960, ministre des Transports et des Télécommunications et le reste jusqu'en mai 1961. Il est ministre de l'Intérieur de décembre 1962 à mars 1965, puis ministre de l'Information, du Tourisme et des Télécommunications.
« Pilier du régime », il quitte le gouvernement en mars 1968 pour être nommé ambassadeur à Rome et Belgrade.
Abdoulaye Fofana a été président de la fédération sénégalaise de football de 1980 à 1986.
Il est membre fondateur et président de l'Asc Jaraaf de Dakar, il est le père de Abdou Karim Fofana lui aussi ministre sous le régime du président Macky Sall.
Il meurt à Dakar le 24 août 1999.